# Carla Salgueiro
Carla Salgueiro (21 de janeiro de 1975) é uma atriz portuguesa.

## Biografia
Apresentou o Clube Disney e, mais tarde, o Curto Circuito, em 2003. Participou na série Paraíso Filmes, de 2002 e desempenhou um papel secundário no filme Os Imortais, em 2003. Destacou-se ao interpretar a personagem Cristina na série Aqui Não Há Quem Viva.

## Filmografia

### Televisão
- 2024 - 2025 - A Fazenda
- 2024 -Senhora do Mar
- 2023 - 2024 - Papel Principal
- 2022 - Big Brother - Comentadora
- 2019 - Amar Depois de Amar
- 2018 - Jóias TV
- 2017 - Inspector Max
- 2015 - Agora a Sério
- 2013 - Destinos Cruzados
- 2013 - Bem-Vindos a Beirais
- 2013 - Sinais de Vida
- 2012 - Dancin' Days
- 2011 - Morangos com Açúcar
- 2010 - Velhos Amigos
- 2009 - O que se passou foi isto
- 2009 - Um Lugar Para Viver
- 2008 - Pai à Força
- 2007 - Ainda Bem que Apareceste
- 2007 - Floribella
- 2006-2008 - Aqui Não Há Quem Viva
- 2005 - Mundo Meu
- 2004 - Manobras de Diversão
- 2004 - Maré Alta
- 2004 - Morangos com Açúcar
- 2004 - Inspector Max
- 2004 - Uma Aventura
- 2003 - Curto Circuito (apresentadora)
- 2002 - Paraíso Filmes
- 2002 - A Minha Sogra é uma Bruxa
- 2001 - Insólitos
- 1997 - Clube Disney
- 1996 - Primeiro Amor
- 1994 - Tudo ao Molho e Fé em Deus
- 1993 - Verão Quente
- 1993 - Telhados de Vidro

### Cinema
- 2005 - Mortelle conviction (Emma)
- 2003 - Os Imortais (Dora)